# Sony Alpha DSLR-A290
Sony Alpha DSLR-A290 — цифровой однообъективный зеркальный фотоаппарат, разработанный компанией Sony. Камера относится к начальному уровню и заменила снятую с производства А230. А290, как и её предшественница, рассчитана на массового покупателя и призвана привлечь фотолюбителей в нишу цифрозеркальных фотоаппаратов. Фактически, камера по функциям полностью повторяет А230, был заменён только сенсор — с 10 мегапиксельного на 14 мегапиксельный.
А290 была анонсирована в феврале 2010 года, продажи начались в июле.

## Основные отличия от А230
- Разрешение матрицы — с 10Мп поднято до 14Мп.
- Новый корпус, с более удобным хватом под правую руку. Появилась выпирающая «ручка».

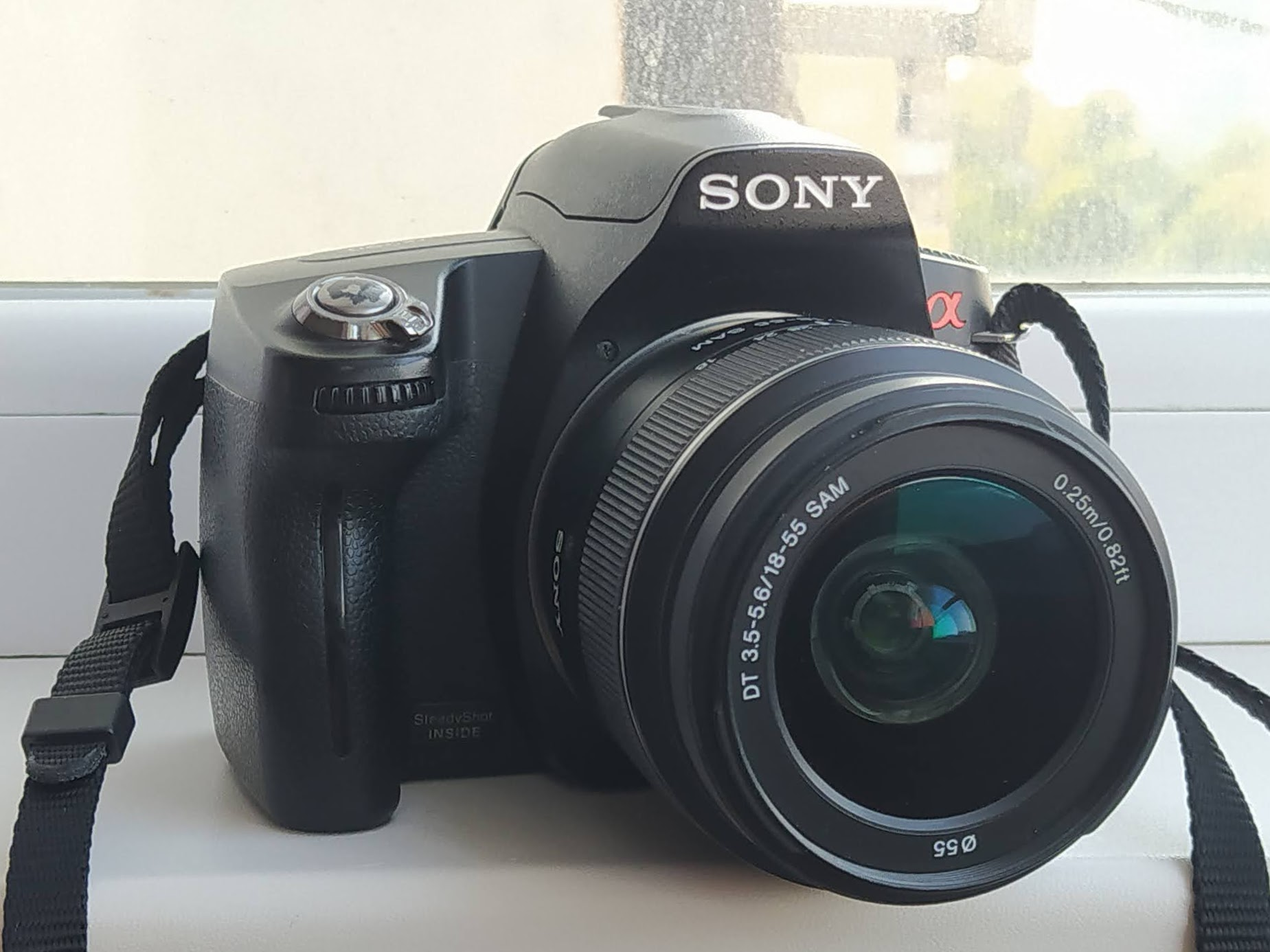
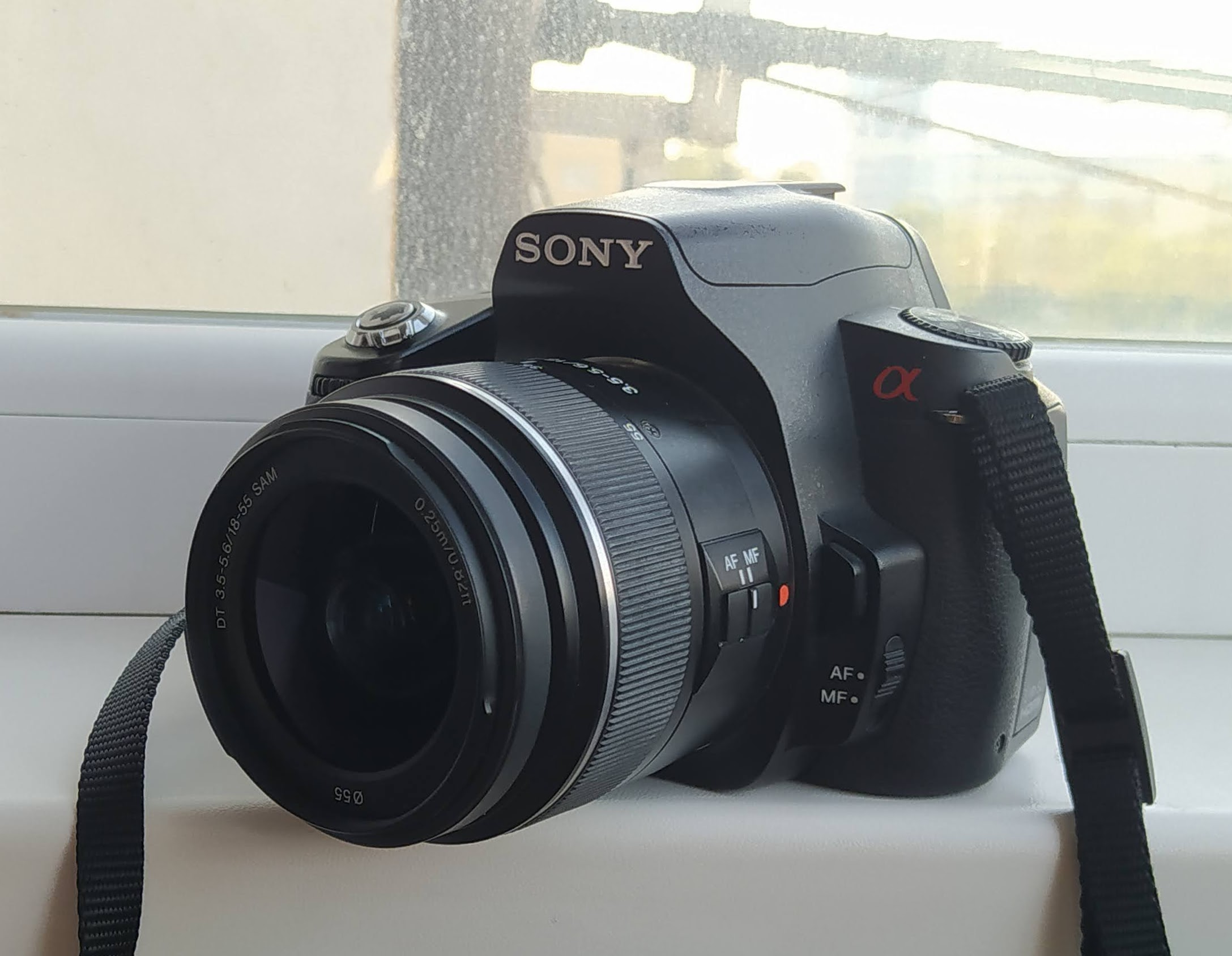
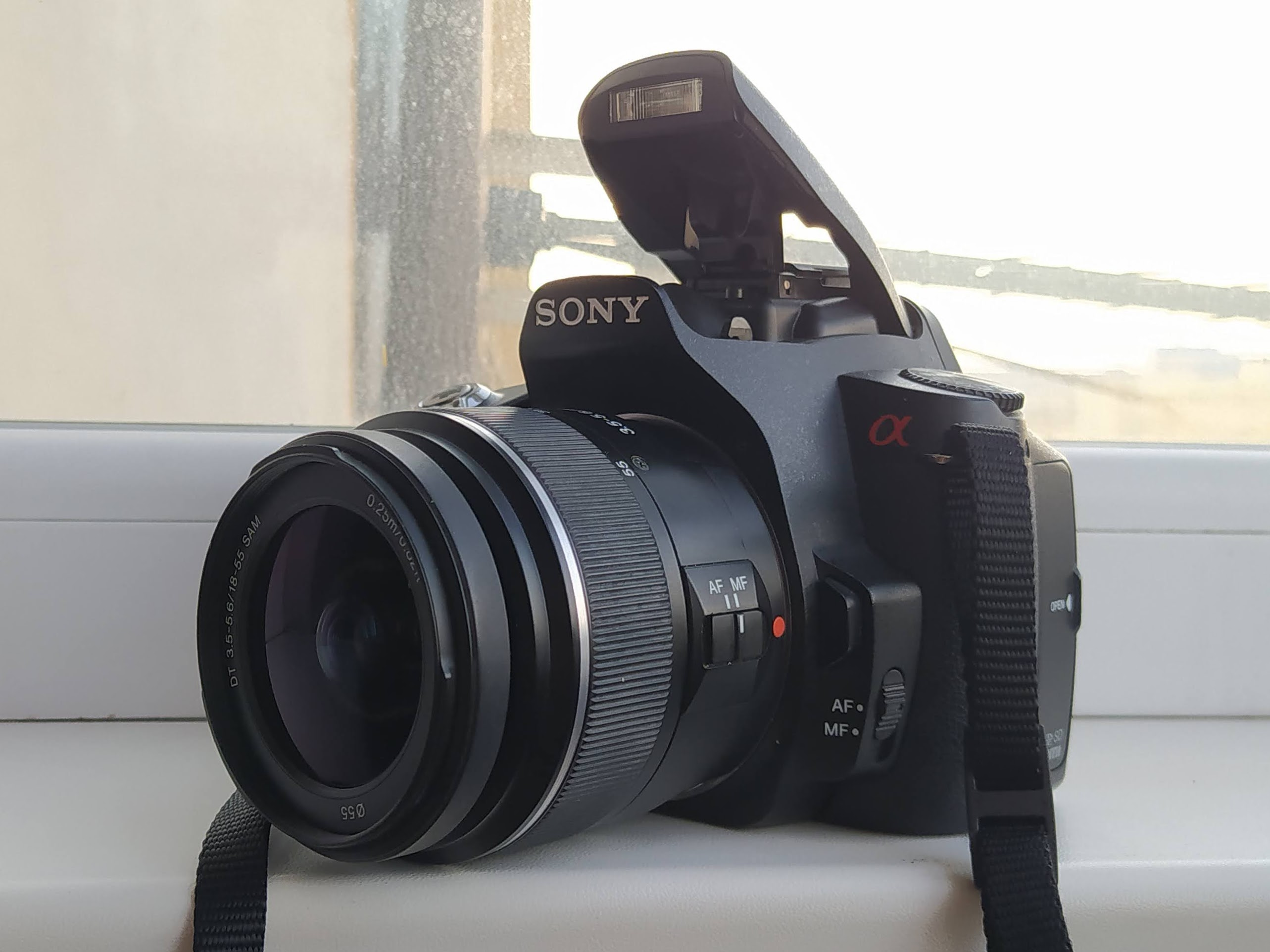
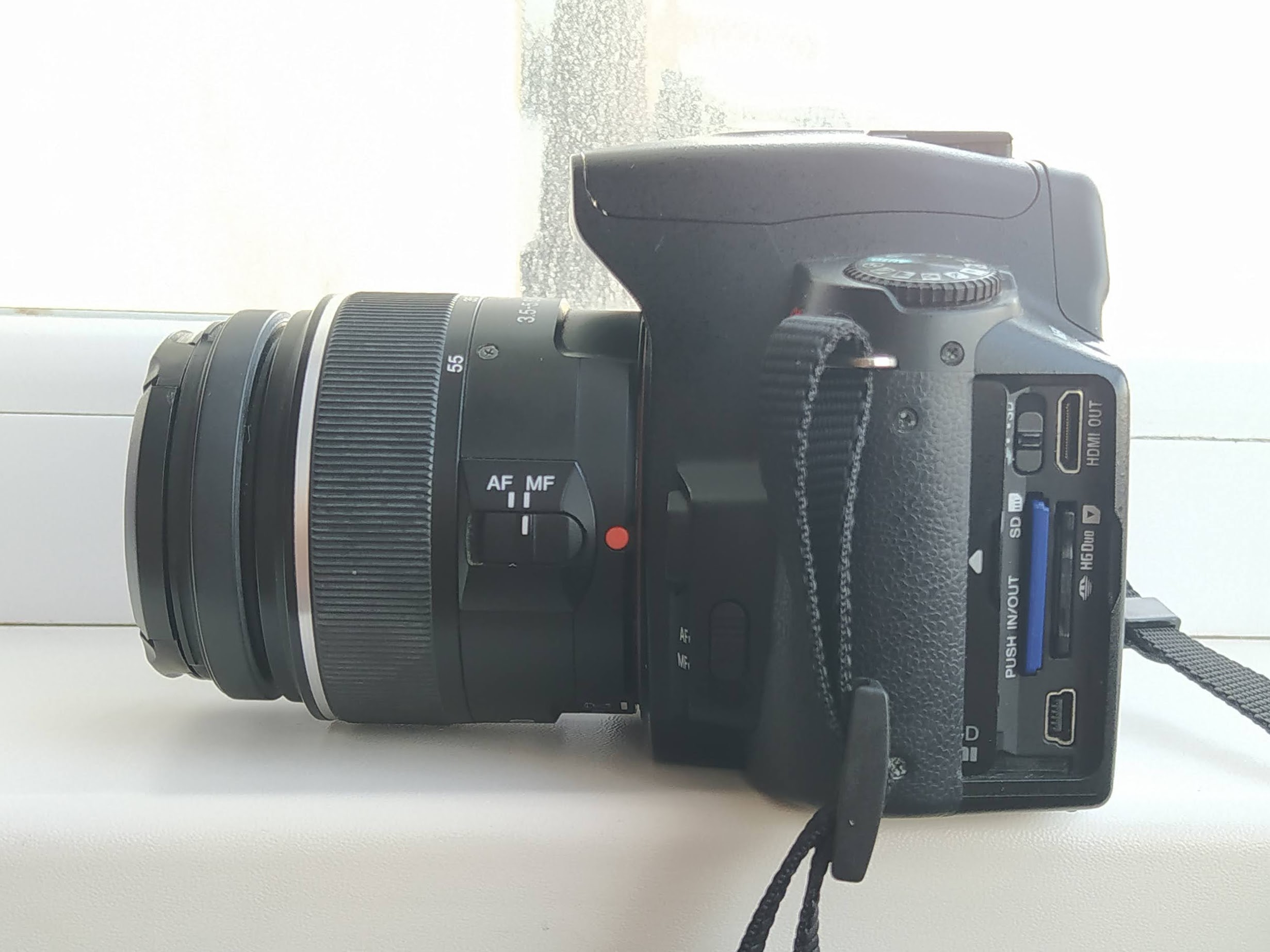
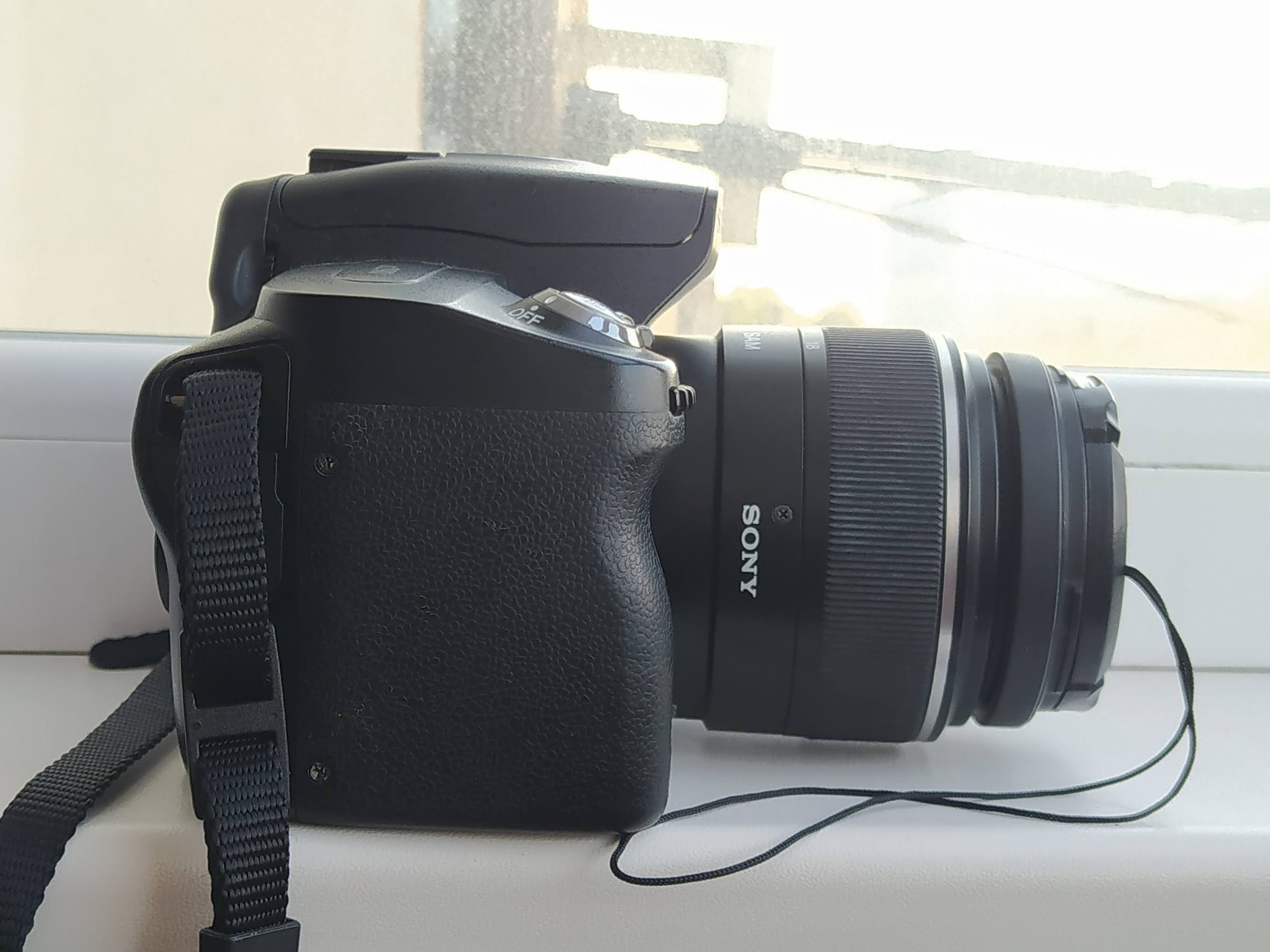
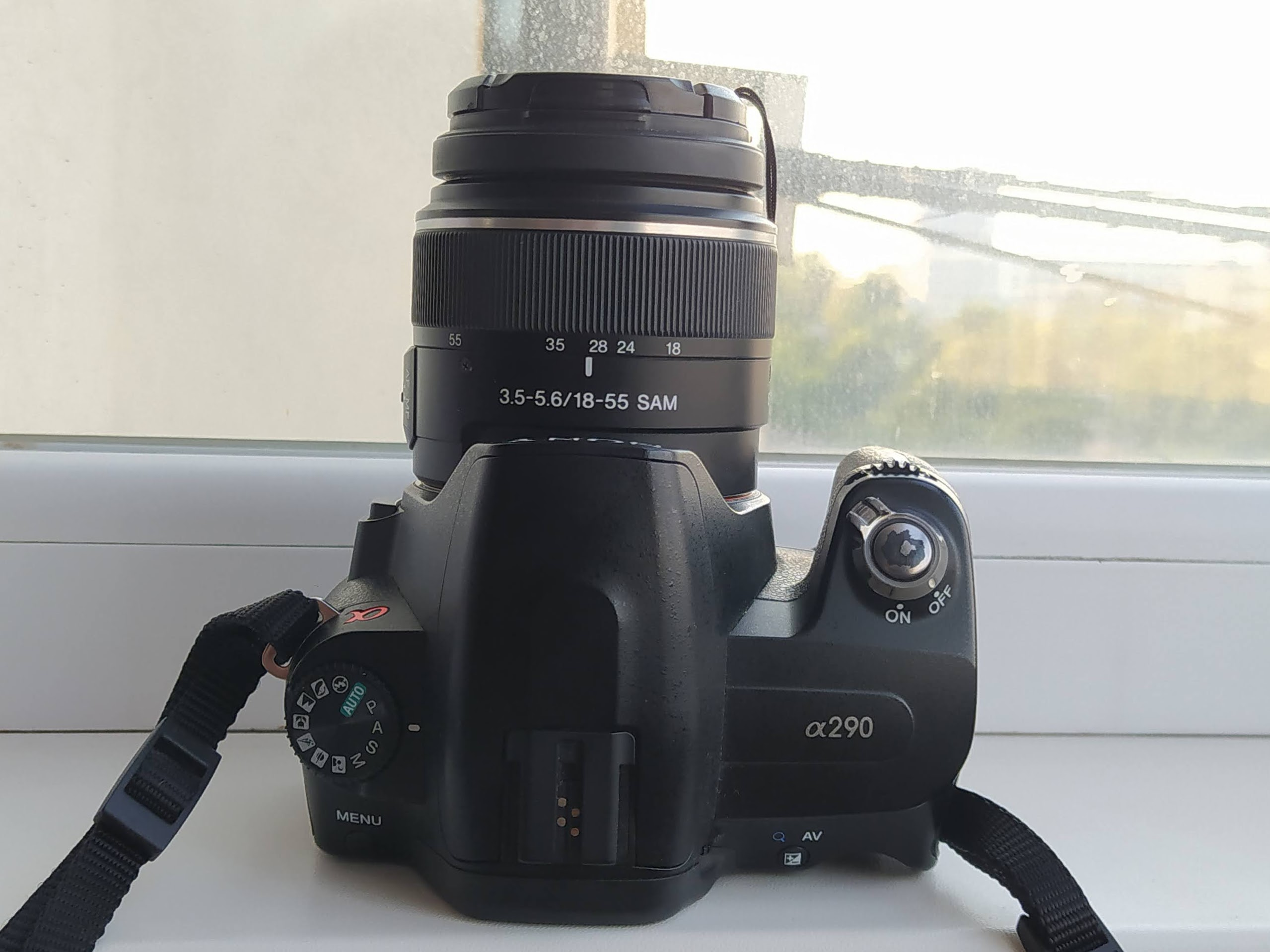